# Нянгусьяха
Нянгусьяха (Нянгусъяха, Нянгусяха, Нянгус-Яха) — река в России, протекает по территории Тазовского района ЯНАО. Река вытекает из небольшого безымянного озера на юго-востоке Тазовского района, в Находкинской тундре, на высоте более 63 м над уровнем моря. Основное направление течения реки меняется с северного на западное и обратно на северное. Впадает слева в Мессояху на расстоянии 351 км от её устья. В среднем и верхнем течении ширина реки колеблется от 40 до 225 м, а глубина — 0,8-1,5 м. Длина реки составляет 217 км. Площадь водосборного бассейна — 3710 км².
Дно реки песчаное, скорость течения составляет 0,3-0,4 м/с. В половодье водность реки и скорости течения увеличиваются. Берега местами обрывистые, с высотой обрывов до 3 м. На реке многочисленные песчаные косы, осерёдки и перекаты. Из растительности на берегах произрастает осока и мхи, на высоких участках — ёрник и ивовые заросли с примесью лиственницы. 

## Поименованные притоки
По порядку от устья к истоку:
- 96 км: Торикъяха (лв)
- 113 км: Малая Сякутаяха (пр)
- 116 км: Большая Сякутаяха (пр)
- 136 км: Пясовэй-Таркаяха (пр)
- 154 км: Янгина-Сутыяха (пр)

## Данные водного реестра
По данным государственного водного реестра России и геоинформационной системы водохозяйственного районирования территории РФ, подготовленной Федеральным агентством водных ресурсов:
- Бассейновый округ — Нижнеобский
- Речной бассейн — Таз
- Речной подбассейн — нет
- Водохозяйственный участок — Реки бассейна Карского моря от северо-восточной границы бассейна реки Таз до границы бассейна Енисейского залива
- Код водного объекта — 15050000212115300072434